# Ивути, Патрик
Патрик Мукуту Ивути (англ. Patrick Mukutu Ivuti, род. 30 июня 1978 года) — кенийский легкоатлет, который специализировался в беге на длинные дистанции. Двукратный серебряный призёр чемпионатов мира по кроссу.. В серии World Marathon Majors сезона 2006/07 занял 6-е место, а в сезоне 2007/08 — 8-е место.
На Олимпийских играх 2000 года занял 4-е место на дистанции 10 000 метров.
На Гонолульском марафоне 2012 года занял 4-е место — 2:14.55.

## Достижения
Золотая лига
- 2000:  Memorial Van Damme — 27.09,79

Полумарафон
- 2000:  Лиссабонский полумарафон — 59.31
- 2005:  Роттердамский полумарафон — 59.47
- 2007:  Пражский полумарафон — 1:01.00

Марафон
- 2007:  Чикагский марафон — 2:11.11
- 2008:  Гонолульский марафон — 2:14.35
- 2009:  Пражский марафон — 2:07.48